# Hans Albert Einstein
Hans Albert Einstein (14 tháng 5 năm 1904 - 26 tháng 7 năm 1973) là một giáo sư/ kỹ sư thủy lực học người Thụy Sĩ/ Hoa Kỳ có gốc là người Do Thái, là người con thứ hai của nhà vật lý học Albert Einstein và Mileva Marić. Ông từng là giáo sư thủy lực tại Viện Đại học California, Berkeley, và được biết đến nhiều bởi những nghiên cứu của ông về vận chuyển bùn cát. Thư từ giữa ông và cha, Albert Einstein được lưu giữ tại Bộ Sưu tập và lưu trữ của Viện Đại học California tại Riverside và Bộ sưu tập đặc biệt và lưu trữ, Thư viện Đại học Iowa.

## Tiểu sử
Hans Albert Einstein sinh vào ngày 14 tháng 5 năm 1904. Ông là con thứ hai của nhà vật lý học Albert Einstein và Mileva Marić. Hans Albert có một người chị là Lieserl Einstein mất sớm vào năm một tuổi và một người em là Eduard Einstein đã mất năm 1965. Cha mẹ ông ly dị năm 1919 sau khi sống xa nhau 5 năm.

## Sự nghiệp
Hans Albert theo cha mình – Albert Einstein học tại Viện Đại học Zurich. Năm 1926, ông tốt nghiệp. Từ năm 1926 - 1930, ông là người thiết kế cho một dự án xây cầu ở Dortmund.
Cha của Hans Albert – Albert Einstein rời Đức năm 1933 vì chiến dịch bài Do Thái của Adolf Hitler và chính quyền Đức Quốc xã. Sau đó, Hans Albert cũng đã rời Đức vào năm 1938 và đến Nam California, Hoa Kỳ. Ông đã làm việc tại Bộ Nông nghiệp Hoa Kỳ năm 1943. Năm 1947, ông làm giáo sư/ kỹ sư thủy lực học tại Viện Đại học California, Berkeley.

## Cuộc sống cá nhân
Ông kết hôn với Frieda Knecht và có năm đứa con với Frieda gồm Bernhard Caesar (1930 – 2008), là một nhà vật lý học, kỹ sư. Klaus Martin (1932 – 1938), mất sớm vì bệnh bạch hầu cùng hai người khác chỉ sống được vài ngày. Họ cũng có một con nuôi là Evelyn (1941 – 2011). Frieda mất năm 1958, sau đó Hans Albert tái hôn với Elizabeth Roboz (1904 – 1995).
Hans Albert thường xuyên cùng đồng nghiệp và gia đình du ngoạn vịnh San Francisco. Trong những chuyến đi như thế, ông chụp được hàng nghìn tấm ảnh. Ông rất yêu âm nhạc; thường chơi sáo và piano.

## Qua đời

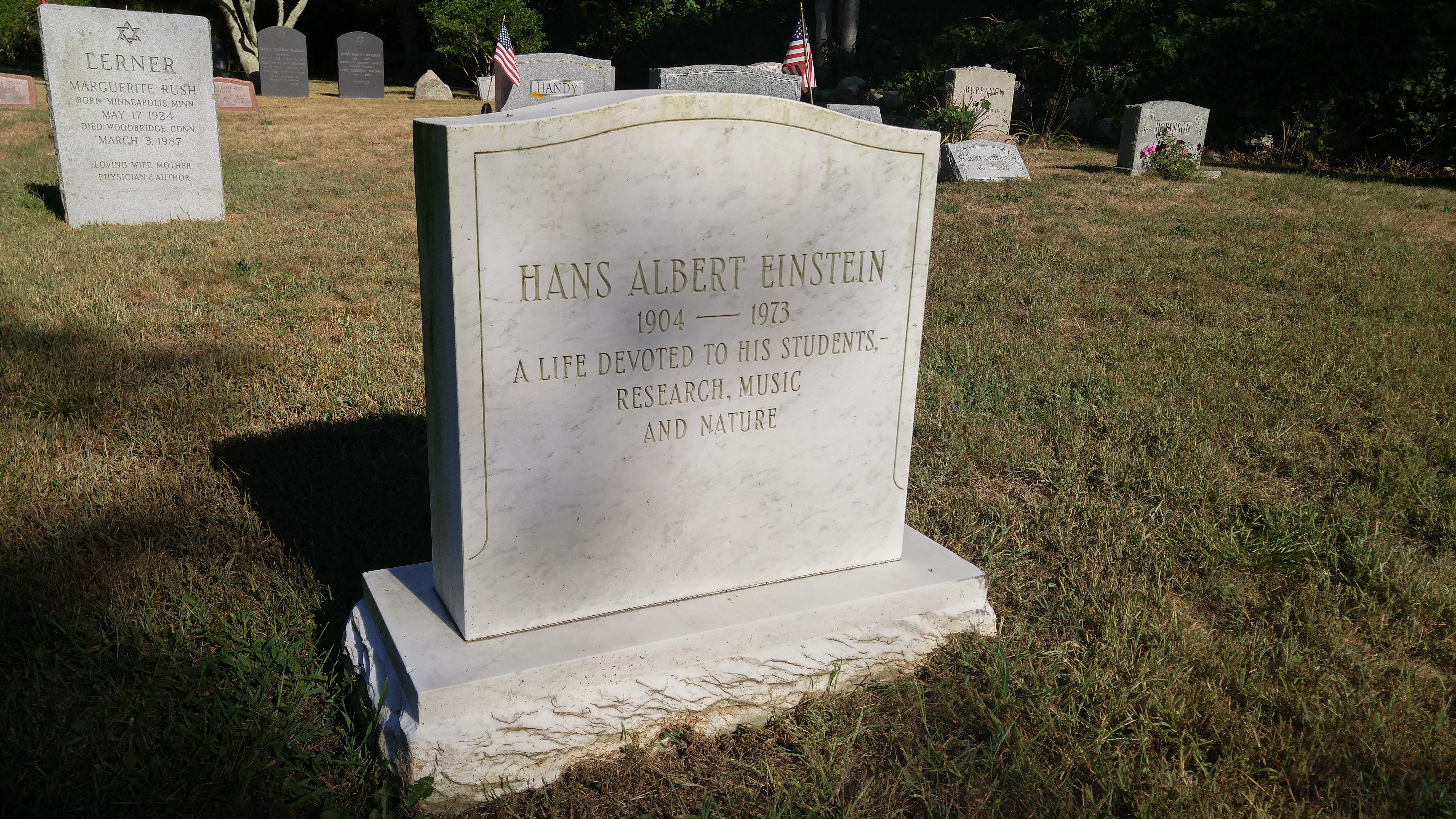
Bia mộ của Hans Albert Einstein ở Woods Hole, Massachusetts, Hoa Kỳ. Những lời ghi trên bia mộ: Một đời cống hiến cho học sinh-nghiên cứu, âm nhạc và thiên nhiên

Hans Albert qua đời do suy tim vào ngày 26 tháng 7 năm 1973 (69 tuổi) tại Woods Hole, Massachusetts, Hoa Kỳ.

## Các bức thư
I have also considered many scientific plans during my pushing you around in your pram !— Bức thư Albert Einstein gửi cho Hans Albert Einstein, tháng 6 năm 1918